# Girot (cuisine)
Pour les articles homonymes, voir Girot.
Le girot est une préparation traditionnelle de Limoges, fabriquée une semaine par an lors de la frairie des petits ventres, le troisième vendredi d'octobre. Cette recette est réalisée à base de sang d'agneau embossé dans une baudruche de bœuf, puis cuit dans un bouillon.
Il est ensuite consommé en tranches d'un centimètre poêlées puis déglacées au vinaigre avec une persillade.